# Gradle
Gradle là một hệ thống tự động build mã nguồn mở, dựa trên các khái niệm về Apache Ant và Apache Maven và giới thiệu một ngôn ngữ dành riêng dựa trên Groovy thay vì XML form được sử dụng bởi Apache Maven để khai báo cấu hình dự án.
Gradle được thiết kế để xây dựng đa dự án và có thể phát triển đến quy mô khá lớn.  Nó hỗ trợ các bản builds tăng dần bởi việc xác định một cách thông minh phần nào của cây build được cập nhật; bất kỳ yêu cầu nào phụ thuộc duy nhất vào các phần này đều không cần phải thực thi lại.
1. ↑  "Getting Started With Gradle". Petri Kainulainen. Truy cập ngày 26 tháng 3 năm 2016.